# Expedição Britânica à Terra de Graham
A Expedição Britânica à Terra de Graham (ou BGLE, do acrónimo em inglês), foi uma expedição geofísica e de exploração levada a cabo entre 1934 e 1937 na Península Antártica (denominada Terra de Graham na cartografia britânica). Sob direção de John Riddoch Rymill, a expedição passou dois anos na Antártida, chegando a determinar que a Terra de Graham era uma península e não um arquipélago.
A expedição fez uso de uma combinação de práticas tradicionais e modernas na exploração da Antártida, utilizando equipas de cães e trenós de motor, e ainda aviões monomotor de exploração (motor De Havilland Fox Moth). A viagem à Antártida foi feita num velho veleiro de três mastros chamado Penola, que tinha um motor auxiliar pouco fiável Outros bens adicionais foram levados no navio Discovery II.
A expedição foi uma das últimas missões à Antártida levada a cabo com financiamento privado, com apenas uma parte dos gastos cobertos pelo governo do Reino Unido. Embora a expedição contasse com um orçamento muito reduzido, teve êxito ao alcançar os objetivos científicos propostos. Foram feitas fotografias aéreas e cartografou-se cerca de 1.600 km da costa da península antártica. O achado mais importante foi o de que a hipotética passagem entre o mar de Weddell e o mar de Bellingshausen não existia e que a Terra de Graham era una península e não um arquipélago.
Um dos participantes da Expedição Britânica à Terra de Graham foi o Dr. Brian Roberts Birley, que mais tarde contribuiu para a redação do Tratado Antártico. Todos os 16 participantes receberam a Medalha Polar.